# 藤原愛発
藤原 愛発（ふじわら の ちかなり/ちかのり/よしちか/よしあきら/あらち）は、平安時代初期の公卿。藤原北家、右大臣・藤原内麻呂の七男または八男。官位は正三位・大納言。

## 経歴
大同4年（809年）文章生に補せられ、嵯峨天皇の詔に応じてしばしば漢詩を献上したという。弘仁元年（810年）薬子の変により高丘親王に替わって大伴親王（のち淳和天皇）が皇太弟に立てられると、その春宮大進に任ぜられる。式部丞や六位蔵人を経て、弘仁6年（815年）正月に従五位下・兵部少輔に叙任された。同年9月に中務少輔に遷る。のち近江介を経て、弘仁13年（822年）従五位上・民部大輔、翌弘仁14年（823年）正月左少弁に叙任された。
同年4月大伴親王の即位（淳和天皇）に伴って正五位下・右中弁に、翌天長元年（824年）には従四位下・蔵人頭と、淳和朝で急速な昇進を果たし、天長3年（826年）には参議として公卿に列した。のち大蔵卿・左大弁・左衛門督を歴任し、天長9年（832年）従三位・中納言に叙任。この間の天長5年（828年）から天長7年（830年）にかけて、皇太子・正良親王（のち仁明天皇）の春宮大夫も務めている。
天長10年（833年）正良親王が即位（仁明天皇）すると、天皇の外叔父である橘氏公や、天皇の父である嵯峨上皇の信頼が篤い甥の藤原良房らが急速に台頭する傍らで、愛発はしばらく従三位・中納言の地位にとどまるが、承和7年（840年）淳和上皇の崩御後まもなく正三位・大納言に昇進する。仁明朝の宮廷においては、皇太子・恒貞親王（淳和天皇の皇子）の舅としてその側近集団の中核をなしたが、そのために仁明天皇の皇子である道康親王（後の文徳天皇）の擁立を目論む良房と徐々に対立を深めた。
承和9年（842年）に承和の変が勃発すると、良房の弟良相が近衛兵を率いて恒貞親王邸を包囲。ここに出仕していた愛発は中納言・藤原吉野や参議・文室秋津らとともに謀反人として拘束されてしまう。さらに詮議の結果京都郊外に放逐となったため、山城国久勢郡の別邸に籠もり二度と政界に復帰することはないまま、翌承和10年（843年）9月16日薨去。享年57。最終位階は正三位。なお、愛発の後任の大納言には良房が就任し、これを契機にその権力基盤を固めていった。

## 人物
柔和な性格でむやみに怒ったりすることはなく、政務にも熟達していたという。

## 官歴
注記のないものは『六国史』による。
- 大同4年（809年） 日付不詳：文章生[4]
- 弘仁元年（810年） 9月：春宮大進（春宮・大伴親王）[4]
- 弘仁2年（811年） 10月11日：式部少丞[4]
- 弘仁4年（813年） 正月：六位蔵人[4]。正月25日：式部大丞[4]
- 弘仁6年（815年） 正月7日：従五位下。正月12日：兵部少輔。9月4日：中務少輔[2]。
- 弘仁9年（818年） 正月：近江介[4]
- 弘仁13年（822年） 6月8日：民部大輔[4]。10月1日：従五位上
- 弘仁14年（823年） 正月11日：左少弁[4]。4月27日：正五位下[4]。4月：右中弁[4]
- 天長元年（824年） 正月7日：従四位下。6月：蔵人頭[5]
- 天長3年（826年） 2月4日：参議、止右中弁[6]。9月13日：兼大蔵卿[4]
- 天長5年（828年） 正月12日：兼下総守[4]。閏3月9日：春宮大夫（春宮・正良親王）、止大蔵卿[4]
- 天長6年（829年） 正月7日：従四位上
- 天長7年（830年） 5月5日：式部大輔、止春宮大夫[4]。6月1日：正四位下。8月4日：兼左大弁、止式部大輔[4]
- 天長9年（832年） 6月1日：兼左兵衛督。11月2日：従三位、中納言[4]。11月7日：兼民部卿、止左兵衛督[4]
- 承和3年（836年） 5月15日：止民部卿
- 承和7年（840年） 正月7日：正三位。5月8日：御前次第司長官（淳和上皇崩御）。8月8日：大納言
- 承和8年（841年） 3月20日：兼民部卿
- 承和9年（842年） 7月23日：免官（承和の変）
- 承和10年（843年）9月16日：薨去

## 系譜
『尊卑分脈』による。
- 父：藤原内麻呂
- 母：依常大神の娘
- 妻：藤原真夏の娘
  - 男子：藤原貞亮
- 生母不詳の子女
  - 男子：藤原亮直
  - 女子：恒貞親王妃[7]